# Klaus Deppermann
Klaus Deppermann (* 28. Mai 1930 in Gadderbaum, Westfalen; † 12. August 1990 in Bad Krozingen) war ein deutscher Historiker. Von 1981 bis 1990 war er Professor für Neuere Geschichte an der Albert-Ludwigs-Universität Freiburg.

## Leben
Klaus Deppermann wurde als Sohn des damaligen Radiohändlers Erich Deppermann und dessen Frau Dorothea, geb. Zeise, in Gadderbaum (Kreis Bielefeld; heute zu Bielefeld) geboren. Nach dem Abitur an der Friedrich-von-Bodelschwingh-Oberschule für Jungen in Bethel bei Bielefeld im März 1950 studierte er Geschichte und Anglistik an den Universitäten Münster und Freiburg. Zu seinen Lehrern gehörten Herbert Grundmann, Gerhard Ritter, Gerd Tellenbach, Herbert Nesselhauf und Hermann Heuer. Seit Juli 1952 studierte Deppermann mit einem Stipendium der amerikanischen Regierung an der University of Wyoming in Laramie und legte dort 1953 den Bachelor-Abschluss ab. Nach der Rückkehr nach Freiburg legte er dort im Sommersemester 1956 das erste Staatsexamen für das höhere Lehramt ab. Im Februar 1958 wurde er in Freiburg mit einer von Gerhard Ritter betreuten Arbeit über das Bündnis zwischen dem preußischen Absolutismus unter Friedrich III. (I.) und dem halleschen Pietismus gegen die konservativen Mächte in Kirche und Gesellschaft promoviert. 1959 erfolgte ebenfalls in Freiburg das zweite Staatsexamen. Bis 1967 war Deppermann Lehrer an einem evangelischen Internat in Espelkamp und am Helmholtz-Gymnasium in Bielefeld. 1976 habilitierte er sich in Freiburg mit einer Arbeit über Melchior Hoffman, einem der bekannten Führer der Täuferbewegung. 1981 erhielt Deppermann in Freiburg die dortige Professur für Neuere Geschichte mit dem Schwerpunkt in früher Neuzeit und angelsächsischer Geschichte, die er bis zu seinem Tod im Jahr 1990 innehatte.

## Schriften (Auswahl)
- Der hallesche Pietismus und der preußische Staat unter Friedrich III. (I.). Vandenhoeck & Ruprecht, Göttingen 1961 (Zugl.: Freiburg (Breisgau), Univ., Diss., 1958).
- Melchior Hoffman. Soziale Unruhen und apokalyptische Visionen im Zeitalter der Reformation. Vandenhoeck & Ruprecht, Göttingen 1979, ISBN 3-525-55366-8 (Zugl.: Freiburg (Breisgau), Univ., Habil.-Schr., 1976 u.d.T.: Melchior Hoffman. Die Entwicklungs- und Wirkungsgeschichte seines Denkens).